# Zygmunt Okoniewski
Zygmunt Okoniewski (ur. 20 lutego?/4 marca 1877 w Kijowie, zm. 23 marca 1936) – polski naukowiec z zakresu elektrotechniki, pionier polskiego przemysłu maszyn elektrycznych i transformatorów.

## Życiorys
Ukończył szkołę wyższą w Mittenweidzie, następnie Politechnikę w Charlottenburgu. Prezes i honorowy członek Stowarzyszenia Elektryków Polskich. Honorowy Obywatel Gminy Żychlin.
Od 1909 współpracował z firmą Brown Boveri, przez 12 prowadził jej przedstawicielstwo w Kijowie i Warszawie. Zygmunt Okoniewski był także współtwórcą i dyrektorem Polskich Zakładów Elektrycznych Brown Boveri S.A. w Żychlinie (1921) i Cieszynie (1926). Współzałożyciel czasopisma „Światło i siła”.
Zmarł w wieku 59 lat, w 1936, i został pochowany na cmentarzu parafialnym w Żychlinie. Pomnik grobowca został skierowany w stronę zakładów EMIT.

## Ordery i odznaczenia
- Złoty Krzyż Zasługi (9 listopada 1931)[4]